# بیالا اسلاتینا
بیالا اسلاتینا شهری در استان وراتسا کشور بلغارستان است که جمعیت آن در سال ۲۰۰۱ میلادی ۱۳٬۸۳۲ نفر بوده‌است.